# Запис орах у Брђанима (Липница)
Запис орах у Брђанима (Липница) се налази на парцели чији је власник Општина Кнић.

## Локација
| Општина             | Кнић                                                                        |
| Катастарска општина | Липница                                                                     |
| Потес               | Брђани                                                                      |
| Координате          | 43° 54′ 59″ С; 20° 47′ 59″ И / 43.916499999999999° С; 20.799600000000002° И |
| Надморска висина    | m                                                                           |

## Карактеристике
Дендрометријске вредности утврђене на терену и сателитским снимцима:
| Стабло                     | кп 776 |
| Висина стабла              | m      |
| Обим дебла                 | m      |
| Пречник крошње             | 7m     |
| Пречник дебла              | m      |
| Висина дебла до прве гране | m      |

## База записа
Запис је у оквиру Викимедија пројекта "Запис - Свето дрво" заведен под редним бројем 0627.